# ゴトー
株式会社ゴトー（GOTO Co., Ltd.）は、紳士服販売チェーンの紳士服のゴトー（しんしふくのゴトー）、ジーンズショップのFIVE TEN（ファイブ・テン）を自社展開する他、フランチャイズとしてツタヤ、ブックオフなどを展開する総合小売業者。

## 展開する店舗

### 自社展開
- 紳士服のゴトー
  - 以前は静岡県下一円や神奈川県にまで出店していたが、紳士服部門は業務転換し、現在は沼津バイパス本店のみ。殆どの店舗はメンズプラザアオキに衣替えしている。
- FIVE TEN
- ゴルフショップゴトー

### フランチャイジー
- メディアポリス
- ツタヤ
- BOOK-OFF（ブックオフ）
- B-SPORTS（ブックオフ）
- SHOO・LA・RUE（ワールド）

## 沿革
- 1954年（昭和29年） - ゴトー洋服店（ゴトーようふくてん）を開業[1]。
- 1975年（昭和50年）8月 - 資本金1800万円で株式会社ゴトーを設立[1]。
- 1984年（昭和59年） - 郊外型紳士服店のチェーン展開を開始[1]。
- 1991年（平成3年）2月 - 株式を店頭公開[1]。
- 1993年（平成5年） - カジュアル業態・FIVE TENのチェーン展開を開始[1]。
- 2004年（平成16年） - 紳士服販売店舗15店舗を譲渡。
- 2009年（平成21年） - 創業以来続いた、沼津市仲見世での営業を終了した。
- 2011年（平成23年） - 代表者が全株式を保有する株式会社Gプランニングが株式公開買付けを実施（マネジメント・バイアウト）[広報 1]。有限会社ゴトーエンタープライズが保有する株式を合算すると議決権比率が98.26％となった[広報 2]。いわゆる二段階買収により、株式会社Gプランニングと有限会社ゴトーエンタープライズのみが株主となり、上場廃止。
- 2012年（平成24年） - 株式会社Gプランニングを吸収合併[広報 3]。

#### 広報資料・プレスリリースなど一次資料
1. ↑  ＭＢＯの実施及び応募の推奨に関するお知らせ
2. ↑  親会社、親会社以外の支配株主、主要株主である筆頭株主及び主要株主の異動に関するお知らせ
3. ↑  合併公告